# George F. Kennan
George Frost Kennan (født 16. februar 1904, død 17. marts 2005) var en politisk rådgiver, diplomat, politolog og historiker fra USA. Han kendes bedst som "faderen til indæmningspolitikken," og som en nøglefigur den kolde krigs tilblivelse. Han skrev senere flere historiske værker om relationerne mellem Sovjetunionen og vesten.
I slutningen af 1940'erne inspirerede hans lange telegram fra Moskva, skrevet i 1946, og senere en artikel skrevet i 1947, til Truman-doktrinen, der lagde vægt på at inddæmme Sovjetunionen.
Disse tekster blev hurtigt til fundamentale tekster i begrundelsen for den kolde krig, og Harry Trumans anti-sovjetiske politik. 
Kennan var også medvirkende til at udvikle flere koldkrigsprogrammer, heriblandt Marshall-planen.
Kort efter Kennans doktriner var blevet til officiel amerikansk udenrigspolitik, begyndte han at kritisere de politikker han tilsyneladende selv havde være fortaler for. I midten af 1948 var han overbevist om at situationen i Vesteuropa var forbedret så meget at man kunne påbegynde forhandlinger med Moskva. Forslaget gav ikke genklang i Trumans regering, og Kennan blev i stigende grad marginaliseret, specielt efter Dean Acheson blev udpeget til udenrigsminister i 1949. Efterhånden som USA's udenrigspolitik blev mere aggressiv og militaristisk, beklagede Kennan det han kaldte en fejlfortolkning af hans ideer.
I 1950 forlod Kennan udenrigsministeriet, og blev en ledende kritiker af USA's udenrigspolitik. Han var fortsat en ledende tænker i international politik, som fakultetsmedlem i Institute for Advanced Study fra 1956 frem til sin død i 2005.